# Deirdre Flint
Pour les articles homonymes, voir Flint.
Deirdre Flint est une humoriste et chanteuse-compositrice satirique folk rock américaine. Après avoir été institutrice, elle rejoint le groupe féminin Four Bitchin' Babes en 2005. Ses chansons telles que Cheerleader, The Boob Fairy et Past Life Regressed mêlent des sujets excentriques et personnages féminins déjantés.

## Discographie
- The Shuffleboard Queens (1999)
- Then Again